# Zwitserland op het Eurovisiesongfestival 2008
Zwitserland nam deel aan het Eurovisiesongfestival 2008, gehouden in Belgrado, Servië. Het was de 49ste deelname van het land.

## Selectieprocedure
Net zoals het vorige jaar, koos men dit jaar voor een interne selectie.
Uiteindelijk koos men voor Paolo Meneguzzi met het lied Era Stupendo.

## In Belgrado
In de halve finale moest men als 7de aantreden, net na Albanië en voor Tsjechië. Op het einde van de avond bleek dat ze op een 13de plaats waren geëindigd met 47 punten. Dit was niet genoeg om de finale te bereiken.
Men ontving 1 keer het maximum van de punten.
Nederland en België namen deel aan de andere halve finale.

### Gekregen punten

#### Halve Finale
| 12 punten              | 10 punten | 8 punten | 7 punten             | 6 punten          |
| ---------------------- | --------- | -------- | -------------------- | ----------------- |
| - Malta                | - Albanië |          | - Cyprus - Frankrijk |                   |
| 5 punten               | 4 punten  | 3 punten | 2 punten             | 1 punt            |
| - Denemarken - Kroatië |           |          |                      | - Noord-Macedonië |

### Punten gegeven door Zwitserland

#### Halve Finale
| 12 punten | Portugal        |
| 10 punten | Albanië         |
| 8 punten  | Noord-Macedonië |
| 7 punten  | Turkije         |
| 6 punten  | Kroatië         |
| 5 punten  | Denemarken      |
| 4 punten  | IJsland         |
| 3 punten  | Zweden          |
| 2 punten  | Cyprus          |
| 1 punt    | Oekraïne        |

#### Finale
| 12 punten | Servië                |
| 10 punten | Portugal              |
| 8 punten  | Albanië               |
| 7 punten  | Bosnië en Herzegovina |
| 6 punten  | Turkije               |
| 5 punten  | Griekenland           |
| 4 punten  | Spanje                |
| 3 punten  | Kroatië               |
| 2 punten  | Duitsland             |
| 1 punt    | Israël                |

1956 · 1957 · 1958 · 1959 · 1960 · 1961 · 1962 · 1963 · 1964 · 1965 · 1966 · 1967 · 1968 · 1969 · 1970 · 1971 · 1972 · 1973 · 1974 · 1975 · 1976 · 1977 · 1978 · 1979 · 1980 · 1981 · 1982 · 1983 · 1984 · 1985 · 1986 · 1987 · 1988 · 1989 · 1990 · 1991 · 1992 · 1993 · 1994 · 1995 · 1996 · 1997 · 1998 · 1999 · 2000 · 2001 · 2002 · 2003 · 2004 · 2005 · 2006 · 2007 · 2008 · 2009 · 2010 · 2011 · 2012 · 2013 · 2014 · 2015 · 2016 · 2017 · 2018 · 2019 · 2020 · 2021 · 2022 · 2023 · 2024 · 2025